# Isaac Lisaso
Isaac Lisaso Picado,es un exciclista profesional español. Nació en Santander (Cantabria) el 3 de enero de 1965. fue profesional tres años: entre 1987 y 1989.Campeón de España Contrarreloj x Selecciones Amateur.

## Palmarés
No obtuvo victorias en el campo profesional.

## Equipos
- Teka (1987-1988)
- Puertas Mavisa (1989)